# Wojciech Sawicki (lekarz)
Wojciech Tadeusz Sawicki (ur. 6 stycznia 1933 w Warszawie, zm. 28 maja 2018 tamże) – lekarz, wieloletni wykładowca histologii, pracownik naukowy Centrum Biostruktury Akademii Medycznej w Warszawie.          
W 1978 uzyskał tytuł profesora nauk medycznych. Autor popularnego podręcznika dla studentów medycyny, weterynarii, biologii oraz akademii wychowania fizycznego pt. „Histologia”. Wśród wypromowanych przez niego doktorów znalazł się Jan Rowiński.
Syn Tadeusza i Janiny. Pochowany na cmentarzu leśnym w Laskach.